# それぞれに真実がある
『それぞれに真実がある(Single Version)/続・それぞれに真実がある』は、日本の歌手、ミドリカワ書房の一枚目のシングル。
2005年10月19日にソニー・ミュージックレコーズから発売された。

## 概要
ミドリカワ書房の一枚目のアルバム「みんなのうた」収録のそれぞれに真実があるのシングルカットバージョンと、その一年後を描く続編の続・それぞれに真実があるの二曲で構成されている。

## 収録曲
1. それぞれに真実がある(Single Version)
2. 続・それぞれに真実がある